# Manjakandriana
Manjakandriana es una ciudad de la provincia de Antananarivo, Madagascar.
- Datos: Q1523009
- Multimedia: Manjakandriana / Q1523009